# Andrea Riley
Andrea Riley (ur. 22 lipca 1988 w Dallas) – amerykańska koszykarka grająca na pozycji rozgrywającej, obecnie zawodniczka Sant Adrii.
W roku 2013 zawodniczka polskiego klubu Basket Ligi Kobiet – KSSSE AZS PWSZ Gorzów Wielkopolski.